# M.Dasapura, Channarayapatna
M.Dasapura là một làng thuộc tehsil Channarayapatna, huyện Hassan, bang Karnataka, Ấn Độ.